# Austin Powers Pinball
Austin Powers Pinball é um jogo de vídeo game, simulador de pinball. Foi lançado em 2002 e 2003 para Playstation e Microsoft Windows. Tem como tema o personagem da série de filmes Austin Powers.
No jogo o malvado Dr. Evil tem a missão de derrotar Austin de uma vez por todas, e a melhor maneira de conseguir isso é fazê-lo perder os pontos na mesa de pinball.